# Bredforsen
Bredforsen este o arie protejată (arie specială de conservare — SAC, sit de importanță comunitară — SCI) din Suedia întinsă pe o suprafață de 221,7 ha, integral pe uscat.

## Localizare
Centrul sitului Bredforsen este situat la coordonatele 60°25′42″N 17°12′54″E / 60.4283°N 17.2149°E.

## Înființare
Situl Bredforsen a fost declarat sit de importanță comunitară în iulie 2000 pentru a proteja 2 specii de plante și 3 specii de animale. Situl a fost protejat și ca arie specială de conservare în martie 2011.

## Biodiversitate
Situată în ecoregiunea boreală, aria protejată conține 9 habitate naturale: Pajiști cu Molinia pe soluri calcaroase, turboase sau argilos-nămoloase (Molinion caeruleae), Mlaștini turboase de tranziție și turbării mișcătoare, Păduri fino-scandinave bogate în ierburi cu Picea abies, Pajiști aluvionare boreale nordice, Pășuni din zone de pădure fino-scandinave, Râuri naturale fino-scandinave, Taiga vestică, Păduri aluvionare cu Alnus glutinosa și Fraxinus excelsior (Alno-Padion, Alnion incanae, Salicion albae), Cursuri de apă de la nivel de câmpie la nivel montan, cu vegetație Ranunculion fluitantis și Callitricho-Batrachion.
La baza desemnării sitului se află mai multe specii protejate:
- plante (2): Dichelyma capillaceum, Persicaria foliosa
- nevertebrate (1): Xyletinus tremulicola
- pești (2): avat (Aspius aspius), zglăvoacă (Cottus gobio)